# Neoplan Bus GmbH
Neoplan Bus GmbH is een Duitse constructeur van stads-en streekbussen, touringcars en trolleybussen, gesticht in 1935. Het bedrijf is sinds 2008 eigendom van MAN SE. Opmerkelijk is dat de naamgeving van voertuigen steeds eindigt op "-liner", bijvoorbeeld Starliner, Centroliner, Metroliner.

## Neoplan Polska
Neoplan Polska werd in 1994 was opgericht door Krzysztof Olszewski als Neoplan Polska en bouwde sinds januari 1996 ook Duitse gelicentieerde low floor Neoplan stadsbussen. In 1999 bracht Solaris zijn eigen merkmodel uit (Solaris Urbino). Op 1 september 2001 werd Neoplan Polska herbenoemd in Solaris Bus & Coach Sp.

## Galerij

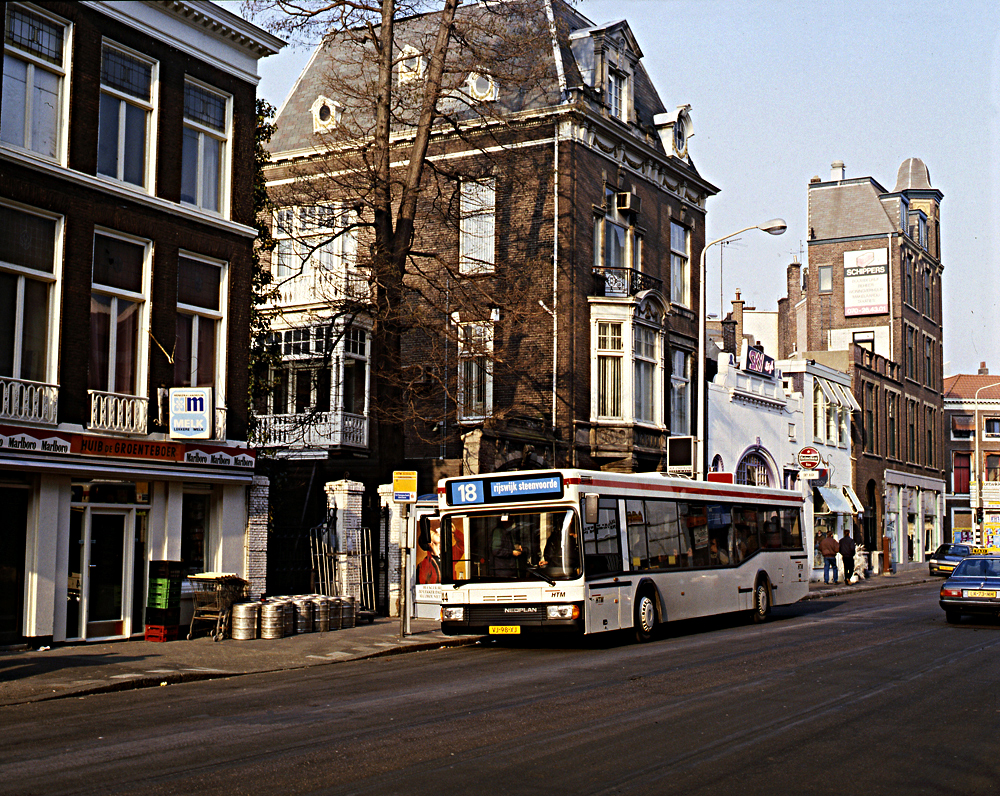
Neoplan bus in Den Haag (1995)
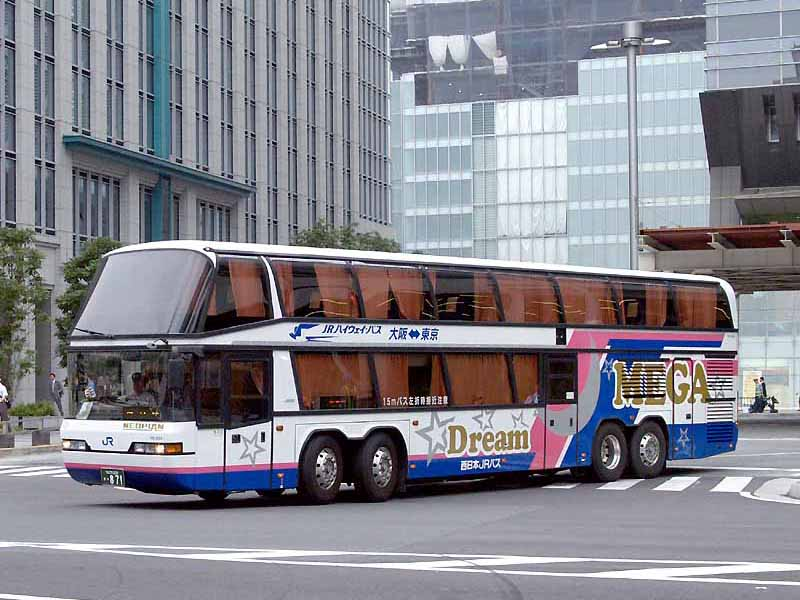
Vierassige Megaliner in Japan (2007)

- Gemeinsame Normdatei: 4627138-7